# Securidaca leiocarpa
Securidaca leiocarpa är en jungfrulinsväxtart som beskrevs av Joseph Blake. Securidaca leiocarpa ingår i släktet Securidaca och familjen jungfrulinsväxter. Inga underarter finns listade i Catalogue of Life.